# 2014 NB96
2014 NB96 est un transneptunien de magnitude absolue 6,11. Son diamètre est estimé à 282 km.